# Sandy Point Town
Sandy Point Town is een havenplaats op het eiland Saint Kitts in Saint Kitts en Nevis. Het bevindt zich ongeveer 15 km ten noordwesten van de hoofdstad Basseterre.

## Geschiedenis
Volgens de legende landde Thomas Warner in 1623 op Sandy Point. In 1624 keerde Warner met kolonisten terug naar Sint Kitts, en stichtte Old Road Town als de eerste nederzetting. In 1625 arriveerde Franse kaapvaarders onder leiding van Pierre D’Esnambuc op Saint Kitts, omdat hun schepen waren beschadigd na een gevecht met een Spaanse galjoen. Er werd besloten om Saint Kitts te verdelen in een Engels en een Frans gedeelte.
Sandy Point werd als havenplaats gesticht, en ontwikkelde zich als een van de belangrijkste havens van de regio. De haven specialiseerde zich in tabak en de slavenhandel. Langs de kust staan voormalige pakhuizen van de Nederlandse West-Indische Compagnie.
Sandy Point bevond zich in het Engelse gedeelte op de grens met Franse gedeelte. Charles Fort was het eerste fort dat bij Sandy Point werd gebouwd, maar werd in 1690 veroverd door de Fransen. Hetzelfde jaar begon de constructie van Brimstone Hill Fortress ten zuiden van Sandy Point om de Fransen te verdrijven, en is een van de best bewaarde historische versterkingen. Sinds 1999 staat het fort op de werelderfgoedlijst.
In 1727 werd het gehele eiland aan het Verenigd Koninkrijk toegewezen, en werd Basseterre de hoofdstad en belangrijkste havenstad. In 1984 werd Sandy Point getroffen door orkaan Klaus, en werd de haven gesloten. De Anglicaanse kerk van Saint Anne bevindt zich in Sandy Point en is een van de oudste kerken van Saint Kitts.

## Geboren
- Jason Rogers (1991), sprinter